# Sektion Erlangen des Deutschen Alpenvereins
Die Sektion Erlangen des Deutschen Alpenvereins e. V. (kurz DAV Erlangen) ist eine Sektion des Deutschen Alpenvereins in Erlangen. Der DAV Erlangen wurde am 15. Januar 1890 gegründet. Sie ist somit eine der älteren und mit 12.500 Mitgliedern (Stand: 31. Dezember 2024) eine der größeren Sektionen des Deutschen Alpenvereins. Da die Sektionen jeweils einen eigenständigen Verein bilden, gehört sie zu den 60 mitgliederstärksten Sportvereinen in Deutschland.

## Geschichte
Zur Gründung eines Erlanger Zweiges des Deutschen und Österreichischen Alpenvereins kamen 22 Herren der Universität Erlangen am 11. Dezember 1889 im Geologisch-Mineralogischen Institut zusammen. Es wurden Verhandlungen mit dem Zentralausschuss aufgenommen und eine Satzung ausgearbeitet. Am 15. Januar 1890 wurde in der Universitätsstadt Erlangen die Sektion Erlangen des DuOeAV von 40 Gründungsmitgliedern ins Leben gerufen. Das Sektionsleben entwickelte sich gut, regelmäßige und anspruchsvolle Vortragsveranstaltungen wurden seitdem zum festen Bestandteil der Sektionsabende, ebenso wurde eine Sektionsbibliothek gegründet.
Ein Vorstandsbeschluss wurde 1896 zur Aufstellung von Wegweisern und Markierung von Wanderwegen in der Fränkischen Schweiz getroffen. Eine Sektionsversammlung im Jahr 1898 beschloss, dass die Sektion in der Rieserfernergruppe in den Zillertaler Alpen tätig werden soll. In den nächsten Jahren wurde der Erlanger Weg im Gelttal von der Sägemühle im Raintal bis zum Gänsbichljoch hergestellt. Dieser Weg wurde als Zugang für die 1903 erbaute Fürther Hütte angelegt. 1912 wurde eine Wintersportabteilung gegründet. Ein Jahr später wurde die vertragsmäßige Übergabe des Erlanger Weges an die Sektion Fürth nach einem Beschluss der Sektion Erlangen aus dem Jahr 1910 vollzogen.
Nach dem Ersten Weltkrieg wurde mit der ersten Hauptversammlung im Dezember 1920 die Sektionstätigkeit wieder aufgenommen. Im 38. Jahr ihres Bestehens wurde bei der Jahreshauptversammlung am 21. Dezember 1927 der Beschluss gefasst, erneut ein eigenes Arbeitsgebiet für die Sektion zu suchen. Nach Erkundung von drei zur Auswahl vorgeschlagenen Gebieten, entschied sich die Sektion für das Gebiet am Wildgrat im Ötztal und gründete einen Hüttenausschuss. Das Jahr 1929 stand ganz im Zeichen des bevorstehenden Hüttenbaus. Anfang November 1930 war die Erlanger Hütte, bis auf den Innenausbau, winterfest fertig gestellt. Am Sonntag, dem 23. August 1931 wurde die Hütte mit einer bescheidenen Sektionsfeier eröffnet.
Nach der Machtergreifung der Nationalsozialistischen Deutschen Arbeiterpartei muss am 10. Oktober 1933 in der Hauptversammlung, die politische Gleichschaltung der Sektion vollzogen werden. Die Sektion trat dem 1935 gegründeten Verein zum Schutze und zur Pflege der Alpenpflanzen bei. Im Jahr 1938 wurde der DuOeAV umbenannt in „Deutscher Alpenverein“ und dem Nationalsozialistischen Reichsbund für Leibesübungen eingegliedert. Ebenso begann die Sektion mit der systematischen bergsteigerischen Ausbildung durch Lehrveranstaltungen. Der erste Ausbildungsleiter war der Privatdozent am botanischen Institut der Universität Erlangen Herr Karl Mägdefrau, ein sehr erfahrener und bekannter Bergsteiger. Im März 1939 wurde aus den jungen aktiven Bergsteigern die Bergsteigerschaft gebildet, unter Führung von Mägdefrau. Am 4. Oktober 1944 fand der letzte Sektionsabend mit 10 Mitgliedern statt.
Am 16. April 1945 wurde beim Einmarsch der amerikanischen Besatzungstruppen in Erlangen die Sektion, wie alle deutschen Vereine, verboten. Ein Antrag der Sektion am 24. Oktober 1945 an die amerikanische Militärregierung um Wiederaufnahme der Vereinstätigkeit mit der Satzung aus der Zeit vor 1933, wurde am 27. Dezember 1945 stattgegeben. Der Hauptverein, nunmehr vom Österreichischen Alpenverein abgetrennt, wurde erst am 21./22. Oktober 1950 durch die „12 Apostel“ in Würzburg unter dem Namen „Deutscher Alpenverein“ (DAV) wiedergegründet. Alle reichsdeutschen Alpenvereinshütten in Österreich wurden treuhänderisch der Sektion Innsbruck des ÖAV übergeben. Die Rückgabe der Erlanger Hütte in das Eigentum der Sektion Erlangen erfolgte am 14. Juli 1956, verbunden mit der 25-Jahr-Feier der Hütte.
Eine erstmalige Ausgabe eines Mitteilungsblattes der Sektion an ihre Mitglieder konnte 1957 vermeldet werden. Erstmals konnte am 5. April 1976 ein geeigneter Raum als Geschäftsstelle und für eine Bücherei eingerichtet werden. Der Deutsche Alpenverein beschloss 1981 auf seiner Hauptversammlung in Siegen die Einführung eines neuen Hüttenkonzeptes mit drei verschiedenen Hüttenkategorien. Die Erlanger Hütte wurde in die Kategorie I eingeordnet. 1987 übersteigt der Mitgliederstand die magische Zahl von 4000. Damit wurde die Sektion zum größten Verein Erlangens, der seit 1967 seine Mitgliederzahl fast verdoppeln konnte.
1998 richtete die Sektion in einer alten Turnhalle der US Army eine neue, zweistöckige Boulderhalle, die Hanne-Jung-Halle, ein. In späteren Jahren wurde die Halle durch einen Außenbereich mit Boulderpilz und Kletterturm erweitert. Seit 2020 trägt die Anlage einen neuen Namen: DAV Boulderzentrum Erlangen. 2014 übernahm die Sektion Erlangen das Falkenberghaus in der Hersbrucker Schweiz. Mitte Dezember 2020 eröffnete die größte DAV-Kletterhalle der Region und zugleich das neue Vereinszentrum der Sektion Erlangen. Zudem wurde die 10.000 Mitgliedermarke im September 2020 erreicht.

## Sektionsvorsitzende
Eine chronologische Übersicht über alle Präsidenten der Sektion seit Gründung.
| Amtszeit  | Präsident         |
| --------- | ----------------- |
| 1890–1895 | Öbbeke            |
| 1895–1904 | Hermann           |
| 1904–1931 | Kryger            |
| 1932–1933 | Friedrich Krische |
| 1933–1935 | Franke            |
| 1936–1945 | Oskar Paulus      |
| 1945–1946 | ― 1               |
| 1946–1948 | Paul Fritsching   |
| 1948–1952 | Hans Fleischer    |

| Amtszeit  | Präsident        |
| --------- | ---------------- |
| 1952–1954 | Oskar Paulus     |
| 1954–1970 | Otto Berninger   |
| 1970–1996 | Friedrich Schwab |
| 1997–xxxx | Klaus Schuster   |
| xxxx–2012 | Felix Wosnitzka  |
| seit 2013 | Kai Lenfert      |

Anmerkung

## Mitglieder
| Jahr | Mitglieder |
| ---- | ---------- |
| 1890 | .00040     |
| 1910 | .00100     |
| 1980 | 02.175     |
| 1990 | 04.000     |
| 2011 | 06.600     |
| 2023 | 11.000     |

## Einrichtungen der Sektion

### Hütten der Sektion
- Erlanger Hütte
- Falkenberghaus

### Kletteranlagen
- DAV Boulderzentrum Erlangen.[7]
- DAV Sparkassen Bergwelt.[8]

## JDAV Alpenverein Sektion Erlangen
Die Jugend des Alpenverein Erlangen bietet vielseitige Möglichkeiten zur Freizeitgestaltung: vom Klettern, Kochen, Bouldern, Paddeln, Basteln, Wandern oder mit dem Bike den Erlanger Burgberg unsicher machen. Erlebnis-Freizeiten und Kurzausflüge gehen in diverse Klettergebiete, in die Fränkische Schweiz sowie in die Alpen.

## Angebote für Mitglieder
Das Ausbildungs- und Tourenprogramm der Sektion Erlangen umfasst das ganze Spektrum der alpinen Betätigung: Bergwandern, Begehen von Klettersteigen, Skibergsteigen, Klettern in der Halle (Anfänger und Fortgeschrittene), Felsklettern im Mittelgebirge (Anfänger und Fortgeschrittene), Felsklettern in den Alpen (Anfänger und Fortgeschrittene), Mountainbiking, Hochtouren, Höhlentouren, Paddeln, Parasport, Trekking. Zweimal jährlich erscheinen die Mitteilungen der Sektion Erlangen.

## Berühmte Mitglieder
- Otto Berninger, Geograph und Hochschullehrer.
- Alexander Megos, Sportkletterer, wurde zu Erlangens Sportler des Jahres 2019 gewählt und nahm an den Olympischen Sommerspielen 2020 teil.[12]
- Karl Mägdefrau, Botaniker und Paläobotaniker.